# Close to Home
Close to Home (Fiscal Chase en España) es una serie de televisión estadounidense de crimen y drama protagonizada por Jennifer Finnigan como Annabeth Chase, una fiscal de distrito del Marion County, en el estado de Indiana, en el que se halla la ciudad de Indianápolis. La serie es producida por Jerry Bruckheimer y creada por Jim Leonard. Se estrenó en los Estados Unidos el 4 de octubre de 2005 en la cadena CBS y en Canadá en la cadena CTV.
La serie fue cancelada oficialmente por la CBS en 17 de mayo de 2007.

## Sinopsis
Annabeth Chase es una fiscal del Marion County, en el estado de Indiana, con gran respeto y reputación. Solo ha perdido un caso, en el vigésimo primer episodio de la primera temporada ("David y Goliat").
Ella está casada con un trabajador de construcción, Jack Chase (Christian Kane), y juntos tienen una hija pequeña. En el primer episodio (piloto/"Cerca de casa"), vuelve de su licencia de maternidad por 12 semanas para encontrarse con su nuevo jefe, Maureen Scofield (Kimberly Elise), la cual ha sido promovida a ese cargo en vez de ella. Maureen es una persona muy analítica que no siente el mayor agrado por la vida personal de Annabeth. Por encima de ella está el Fiscal del condado Steve Sharpe (John Carrol Lynch).

## Temporada 2
Annabeth regresa a trabajar después de cuatro meses luego de que su esposo fuera asesinado por un conductor ebrio en el final de la primera temporada. Annabeth lucha por criar a su hija sola y a su vez lidiar con las labores del trabajo. Annabeth y Maureen también enfrentan un nuevo jefe, el fiscal James Conlon (David James Elliot), quien llega desde Nueva York.

## Lista de episodios

### Temporada 1
| Número de episodio | Número de producción | Fecha de transmisión    | Nombre del episodio      |
| ------------------ | -------------------- | ----------------------- | ------------------------ |
| 1                  | 101                  | 4 de octubre de 2005    | Pilot                    |
| 2                  | 102                  | 11 de octubre de 2005   | Miranda                  |
| 3                  | 103                  | 18 de octubre de 2005   | Suburban Prostitution    |
| 4                  | 104                  | 25 de octubre de 2005   | Divine Directions        |
| 5                  | 105                  | 1 de noviembre de 2005  | Romeo And Juliet Murders |
| 6                  | 106                  | 11 de noviembre de 2005 | Parents on Trial         |
| 7                  | 107                  | 18 de noviembre de 2005 | Double Life Wife         |
| 8                  | 108                  | 25 de noviembre de 2005 | Under Threat             |
| 9                  | 109                  | 9 de diciembre de 2005  | Meth Murders             |
| 10                 | 110                  | 16 de diciembre de 2005 | Baseball Murder          |
| 11                 | 111                  | 6 de enero de 2006      | The Good Doctor          |
| 12                 | 112                  | 13 de enero de 2006     | Privilege                |
| 13                 | 113                  | 27 de enero de 2006     | The Rapist Next Door     |
| 14                 | 114                  | 3 de febrero de 2006    | Dead Or Alive            |
| 15                 | 115                  | 3 de marzo de 2006      | Resonable Doubts         |
| 16                 | 116                  | 10 de marzo de 2006     | Escape                   |
| 17                 | 117                  | 31 de marzo de 2006     | Land Of Opportunitiy     |
| 18                 | 118                  | 7 de abril de 2006      | Still A Small Town       |
| 19                 | 119                  | 28 de abril de 2006     | Sex, Toys, and Videotape |
| 20                 | 120                  | 5 de mayo de 2006       | The Shot                 |
| 21                 | 121                  | 12 de mayo de 2006      | David and Goliath        |
| 22                 | 122                  | 19 de mayo de 2006      | Hot Grrrl                |

### Temporada 2
| Número de episodio | Número de producción | Fecha de transmisión     | Nombre del episodio            |
| ------------------ | -------------------- | ------------------------ | ------------------------------ |
| 1                  | 201                  | 22 de septiembre de 2006 | Community                      |
| 2                  | 202                  | 29 de septiembre de 2006 | A House Divided                |
| 3                  | 203                  | 6 de octubre de 2006     | Truly, Madly, Deeply           |
| 4                  | 204                  | 13 de octubre de 2006    | Deacon                         |
| 5                  | 205                  | 20 de octubre de 2006    | Legacy                         |
| 6                  | 206                  | 27 de octubre de 2006    | Homecoming                     |
| 7                  | 207                  | 3 de noviembre de 2006   | Silent Auction                 |
| 8                  | 208                  | 10 de noviembre de 2006  | There's Something About Martha |
| 9                  | 209                  | 17 de noviembre de 2006  | Shoot to Kill                  |
| 10                 | 210                  | 24 de noviembre de 2006  | A Father's Story               |
| 11                 | 211                  | 15 de diciembre de 2006  | Prodigal Son                   |
| 12                 | 212                  | 5 de enero de 2007       | Road Rage                      |
| 13                 | 213                  | 12 de enero de 2007      | Getting In                     |
| 14                 | 214                  | 9 de febrero de 2007     | Hoosier Hold 'Em               |
| 15                 | 215                  | 16 de febrero de 2007    | Barren                         |
| 16                 | 216                  | 23 de febrero de 2007    | Internet Bride                 |
| 17                 | 217                  | 9 de marzo de 2007       | Protégé                        |
| 18                 | 218                  | 30 de marzo de 2007      | Making Amends                  |
| 19                 | 219                  | 6 de abril de 2007       | Maternal Instinct              |
| 20                 | 220                  | 27 de abril de 2007      | Drink the Cup                  |
| 21                 | 221                  | 4 de mayo de 2007        | Fall From Grace                |
| 22                 | 222                  | 11 de mayo de 2007       | Eminent Domain                 |

- Datos: Q700733